# Харви, Фрэнсис Джозеф
Фрэнсис Джозеф Харви (англ. Francis Joseph Harvey; род. 8 июля 1943, Латроб, Пенсильвания) — американский государственный деятель, министр армии США (2004—2007).

## Биография
Родился 8 июля 1943 года в Латробе, штат Пенсильвания, США. Окончил Пенсильванский университет, где получил докторскую степень по металлургии и материаловедению, а также Университет Нотр-Дам, где получил степень бакалавра по специальности «металлургическая инженерия и материаловедение».

## Карьера
Большую часть своей карьеры Харви работал в корпорациях, оказывающих услуги и поставляющих товары правительству и Министерству обороны США. С 1969 по 1997 год он работал в корпорации Westinghouse Electric, а некоторое время являлся её президентом и возглавлял компанию по оказанию государственных и экологических услуг.
Харви был назначен на должность министра армии США 15 сентября 2004 года президентом Джорджем Уокером Бушем. На этой должности он являлся главным гражданским чиновником в министерстве армии, курируя все вопросы, связанные с людскими ресурсами армии, персоналом, резервами, объектами, экологическими проблемами, приобретением систем вооружения и оборудования, коммуникациями и финансовым управлением, а также регулировал процесс принятия годового бюджета ведомства. Он был уволен 9 марта 2007 года после скандала в армейском медицинском центре Уолтера Рида.

## Личная жизнь
По состоянию на 2013 год у Харви и его супруги Мэри было двое сыновей и пятеро внуков.